# Stolberg (Harz)
Stolberg (Harz) – dzielnica gminy Südharz w Niemczech, w kraju związkowym Saksonia-Anhalt, w powiecie Mansfeld-Südharz, w górach Harzu. W 2009 liczył 1286 mieszkańców. Do 31 sierpnia 2010 był samodzielnym miastem.
W dzielnicy znajdują się liczne domy posiadające mur pruski w stylu renesansowym. Miejsce urodzenia niemieckiego teologa Thomasa Müntzera.

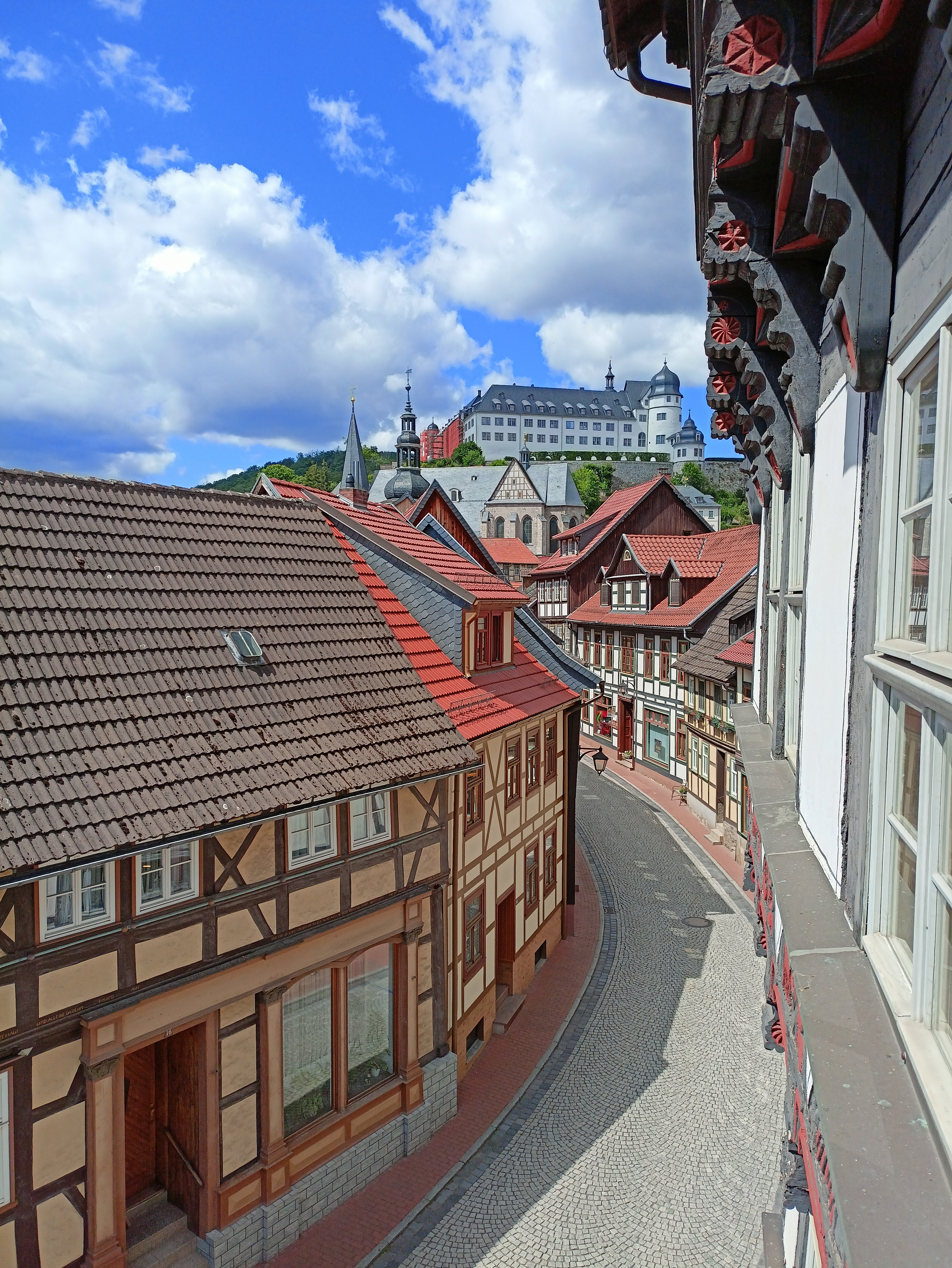

## Współpraca
Miejscowości partnerskie:
- Hardegsen, Dolna Saksonia
- Hodonín, Czechy
- Stolberg (Rheinland), Nadrenia Północna-Westfalia